# ベルニダ・ボーマン
ベルニダ・ボーマン（1929-）は、あゆみの家理事、リサイクルショップ「あゆみ」経営者、英語講師。夫はジョン・ボーマン。アメリカ合衆国カンザス州グッドランド出身。

## 生涯
九人兄弟下から二番目の農家の娘として生まれる。ジョンとおさななじみで一緒に教会に通う。ジョンが日本へ従軍している間も手紙を交換し、帰国後、同じ大学へ共に通う。大学在学中にジョンよりプロポーズをうけ、1950年、ジョンと大学卒業後結婚する。
ジョンが神学校卒業後、父の反対を押し切り、1953年、ジョンや子供と一緒に日本へ向かった。東京、神奈川では貧困家庭を支援した。その後、ジョンと共に障害者施設を造るため岐阜県大垣市へ移る。施設建設へ向け、ジョンを支え、英語講師の収入を全て寄付した。
1971年、念願のあゆみの家が完成した。1988年、五人の教会仲間と共に、リサイクルショップ「あゆみ」を運営し、全てあゆみの家に寄付した。
2004年、ジョンは死去する。その後も2011年10月1日の引退まで教会仲間と共にリサイクルショップ「あゆみ」を23年間運営し支援した。

## 人物・逸話
- 「ジョンと結婚することは、日本に行くこと。不安は何一つなかった。」と言う。父に反対された時も「私はジョンの妻。結婚したら夫にどこまでもついていく。」と日本へ行く決意は揺るがなかったと言う。
- あゆみの家建設にあたり、ベルニダは「生活は楽じゃなかったけど、みんなで一丸となって前に進んだ。楽しかった。」と振り返る。
- ベルニダさんは「もう年ですから。100円、200円の小さなお金が大きなお金になったのは奇跡。大きなことは小さなことから始まる、ですね」と話した。
- 「あゆみ」について「楽しかった。1人ではできなかったが、手伝ってくれたスタッフやお客さんなど多くの人に支えられてやってこられた」と謝辞を述べた。

## 現在
- 隠棲後、「私はジョンの人を助けたいという優しい気持ちが好きになったの。」と言う。宣教師宅で見守り、理事を行っている。
- ジョンとベルニダの子供たちは5人おり、世界各国に住み、夫婦の意思を継ぎ牧師になっている。また、18人の孫と、12人のひ孫に恵まれた。